# Xiaomi Mi A2
 O Xiaomi Mi A2 é uma versão global do Xiaomi Mi 6X, co-desenvolvido pelo Google como parte de seu projeto Android One. 

## Especificações

### Hardware
O telefone possui uma tela Full HD+ de 5,99 polegadas (resolução de 1080 x 2160 pixels) com 403ppi de densidade de pixels, corpo unimetal e proteção Corning Gorilla Glass 5. É alimentado por um processador Qualcomm Snapdragon 660 e GPU Adreno 512, e possui um conector reversível 2.0 tipo C 1.0. Ele possui uma câmera traseira dupla (a câmera principal tem sensor Sony IMX486 de 12MP com tamanho de pixel de 1,25μm e abertura f1.75 e secundária tem sensor Sony IMX376 de 20MP com tamanho de pixel de 2.0μm e abertura f1.75). A câmera frontal é o mesmo sensor Sony IMX 376 de 20MP com tamanho de pixel de 2,0μm com abertura f2.2. A bateria é de 3010 mAh, compatível com o Qualcomm Quick Charge 4.0+ (somente na Índia) e o Qualcomm Quick Charge 3 (no resto do mundo).

### Software
O Xiaomi Mi A2 faz parte do programa Android One, onde as atualizações de software são fornecidas diretamente pelo Google. 
Nele vem pré-instalado o Android 8.1.0 "Oreo" pronto para uso, que pode ser atualizado para o Android 9.0 "Pie".
Sendo uma parte do programa Android One, o Mi A2 fornece uma experiência Android e interface do usuário que é muito próximos aos do Google Pixel UI . 